# David Sedaris
Pour les articles homonymes, voir Sedaris.
David Sedaris, né à Binghamton (État de New York), le 26 décembre 1956, est un écrivain, humoriste et animateur de radio américain. Sa célébrité débute en 1992 lorsque la National Public Radio diffuse son essai « Santaland Diaries ». Il publie son premier recueil d’essais et de nouvelles, Barrel Fever (en), en 1994. Son livre suivant, Naked (en), littéralement "Tout nu" (1997), est le premier d’une série de best-sellers publiés dans le New York Times, et son recueil Me Talk Pretty One Day (en) (2000) remporte le prix Thurber de l’humour américain.
Une grande partie de l’humour de Sedaris, ostensiblement autobiographique, est fait d'autodérision et porte sur sa vie de famille, son éducation de classe moyenne dans la banlieue de Raleigh, en Caroline du Nord, son héritage grec, son homosexualité, son travail, son éducation, sa consommation de drogue et ses comportements obsessionnels, ainsi que sa vie en France, à Londres, à New York et dans les South Downs en Angleterre. Il est également l'auteur de plusieurs pièces de théâtre coécrites avec sa sœur, l’actrice et écrivaine Amy Sedaris.
En 2019, Sedaris est élu à l’Académie américaine des arts et des lettres.

## Biographie

### Enfance et formation
David Sedaris est né à Johnson City, État de New York, de Sharon Elizabeth (née Leonard) et Louis Harry « Lou » Sedaris (1923-2021)[source insuffisante], un ingénieur d’IBM. Sa mère est anglo-américaine, son père est né aux États-Unis d’immigrants d’Apidea en Grèce.
Tandis que sa mère est protestante, son père  est de religion grecque orthodoxe, et c'est dans la religion paternelle que David est élevé.
La famille Sedaris déménage, durant la petite enfance de David, dans une banlieue de Raleigh, Caroline du Nord. C'est là qu'il grandit, deuxième d’une famille de six enfants. Ses frères et sœurs, de l’aînée au plus jeune, sont Lisa, Gretchen, Amy Sedaris, Tiffany et Paul (« le Coq »).
Tiffany, mosaïste de Trash Art talentueuse quoique son art ne fut connu que localement, s’est suicidée le 24 mai 2013, peu avant son 50e anniversaire, un sujet que David aborde dans l’essai « Now We Are Five », publié dans The New Yorker.
Après avoir obtenu son diplôme de la Jesse O. Sanderson High School à Raleigh, Sedaris a brièvement fréquenté l’Université de Caroline de l’Ouest avant d’être transféré à l’Université d’État de Kent en 1977. À l’adolescence et dans la vingtaine, David s’est essayé aux arts visuels et à la performance. Il décrit son manque de succès dans plusieurs de ses essais.
Il a déménagé à Chicago en 1983 et a obtenu son diplôme de la School of the Art Institute of Chicago en 1987. Il n’a pas fréquenté l’Université de Princeton, bien qu’il en ait parlé avec affection dans « What I Learned », un discours comique prononcé à Princeton en juin 2006.

### Carrière
Alors qu’il faisait des petits boulots à Raleigh, Chicago et New York, Sedaris a été découvert dans un club de Chicago par l’animateur de radio Ira Glass. Sedaris lisait un journal qu’il tenait depuis 1977. Impressionné par son travail, Glass lui demande de participer à son émission locale hebdomadaire (WBEZ Chicago Public Radio), The Wild Room (La Chambre Sauvage). Evoquant cette opportunité, Sedaris déclare : « Je dois tout à Ira... Ma vie a complètement changé, comme d'un coup de baguette magique.  Le succès de Sedaris sur The Wild Room le conduit à faire ses débuts à la National Public Radio le 23 décembre 1992, par un essai radiophonique sur Morning Edition intitulé « Santaland Diaries », dans lequel il décrit sa prétendue expérience dans l'emploi d'elfe au grand magasin Macy's pendant la période de Noël à New York. « Santaland Diaries » remporte un vif succès auprès des auditeurs[19] faisant de Sedaris ce que le New York Times a appelé « un vrai petit phénomène». Il commence à enregistrer une émission mensuelle pour NPR, basée sur son journal intime ce qui lui vaut d'être édité et produit par Glass ; il signe un contrat pour deux livres avec Little, Brown and Company. C'est en 1993 que Sedaris annonce au New York Times la publication de son premier livre, un recueil d’histoires et d’essais, et la finalisation des 70 pages de son deuxième livre, un roman « à propos d’un homme qui tient un journal intime» et dont il affirme : «Ce n'est pas exactement moi, mais il me ressemble beaucoup.»

## Œuvres
- Barrel Fever (1994) Publié en français sous le titre Delirium tremens, Florent Massot, 2001
- Naked (1997) Publié en français sous le titre Tout nu, COL, 1999
- Holidays on Ice (1997)
- Me Talk Pretty One Day (2000) - Prix Lambda Literary Publié en français sous le titre Je parler français, Florent Massot, 2000
- Dress Your Family in Corduroy and Denim (2004) Publié en français sous le titre Habillés pour l'hiver, Plon, 2006
- Children Playing Before a Statue of Hercules (éditeur, 2005)
- When You Are Engulfed in Flames (2008) Publié en français sous le titre Je suis très à cheval sur les principes !, L'Olivier, 2009
- Squirrel Seeks Chipmunk: A Modest Bestiary (2010) Publié en français sous le titre N'exagérons rien !, L'Olivier, 2010
- Let's explore diabetes with owls (2013) Publié en français sous le titre Le hibou dans tous ses états, L'Olivier, 2018

## Zoologie
Depuis 2014, un nom d'espèce de coléoptères lui rend hommage :  Darwinilus sedarisi Chatzimanolis.